# Psyche flavicapitella
Psyche flavicapitella is een vlinder uit de familie zakjesdragers (Psychidae). De wetenschappelijke naam van deze soort is voor het eerst geldig gepubliceerd in 1937 door Romieux.